# Callitriche vigens
Callitriche vigens är en grobladsväxtart som beskrevs av K. Martinsson. Callitriche vigens ingår i släktet lånkar, och familjen grobladsväxter. Inga underarter finns listade i Catalogue of Life.